# Max Treu (Architekt)
Max Treu (* 27. Januar 1830 in Augsburg; † 3. September 1916 ebenda) war ein deutscher Baumeister des 19. Jahrhunderts. Daneben engagierte er sich in Augsburg als Königlicher Rat, Magistratsrat und Stifter auf vielfältige Weise für das Gemeinwohl.

## Leben und Wirken
Max Treu wurde im Januar 1830 als ältester Sohn des Maurermeisters Maximilian Johann Treu (1797–1845) und dessen Ehefrau Ottilia Müller (1795–1834) in Augsburg geboren. Nach dem frühen Tod von Ottilia Treu heiratete sein Vater erneut, und Max Treu wuchs mit mehreren jüngeren Geschwistern und Halbgeschwistern in Augsburg auf. Nach dem Besuch der Volksschule und der Gewerbeschule begann er eine Maurerlehre, die er im Mai 1845 abschloss. Im Dezember desselben Jahres starb sein Vater, und er sah sich gezwungen, das väterliche Geschäft für seine Stiefmutter fortzuführen, um für die große Familie zu sorgen. Nach dem Tod der Stiefmutter Anfang 1851 unterzog er sich im Juli 1851 der vorgeschriebenen Meisterprüfung, die er mit der Note „vorzüglich“ bestand. Am 16. September 1852 erhielt er auf seinen Antrag hin die Maurermeisterkonzession und konnte daraufhin den Geschäftsbetrieb als selbstständiger Maurermeister weiterführen.
Am 23. April 1860 heiratete Max Treu in der St. Georgskirche die Augsburger „Modelleurstochter“ Maria Antonia Lind (1831–1881). Aus dieser Ehe gingen vier Kinder hervor, die jedoch alle bereits im Säuglingsalter verstarben. Später nahm er ein Mädchen als Adoptivkind an, das am 27. Januar 1895 in München-Pasing geboren und am 29. Januar 1896 dort auf den Namen Antoinette Maximiliane Treu getauft wurde.

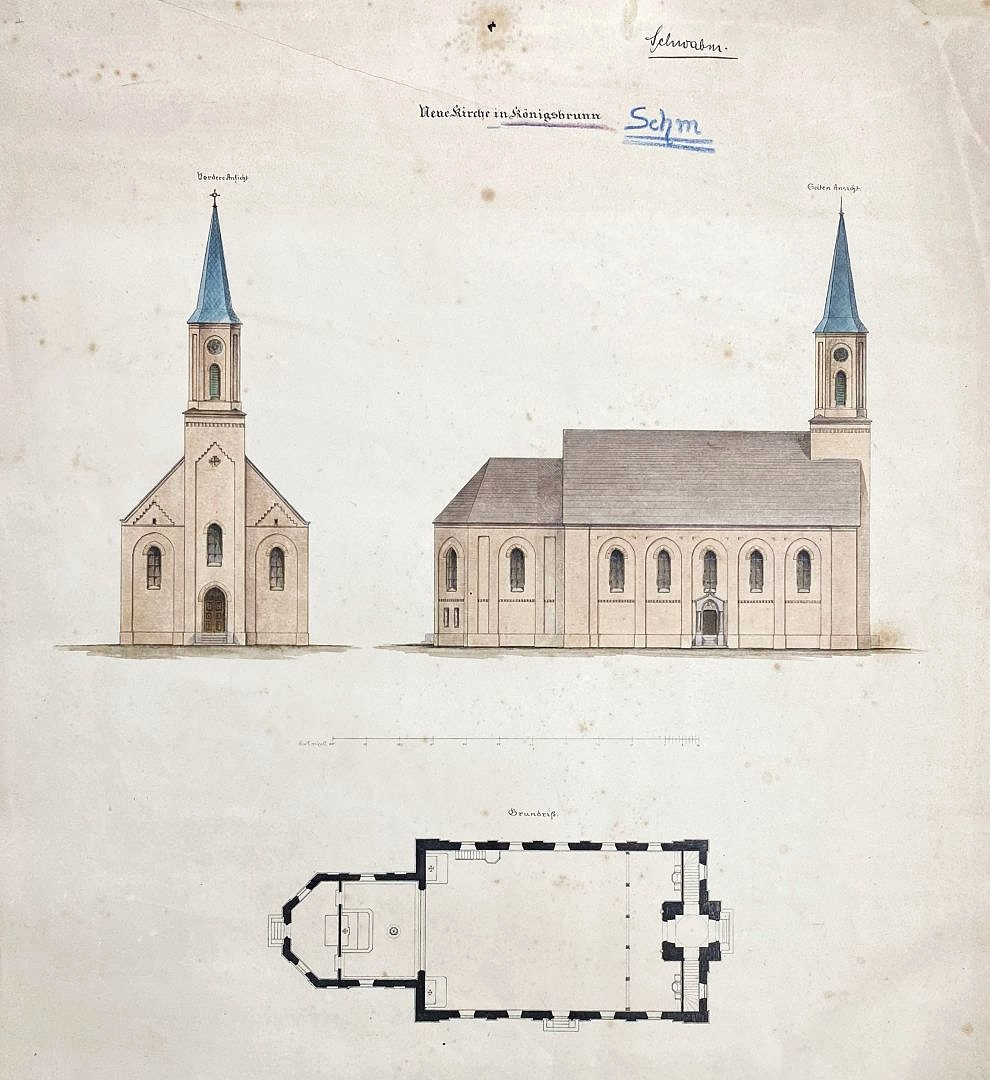
Ansichten und Grundrissplan für die von Treu errichtete Ulrichskirche in Königsbrunn

Im Laufe seines Arbeitslebens entwarf Max Treu die Baupläne für zahlreiche katholische Kirchen im Gebiet des heutigen Bistums Augsburg, darunter beispielsweise St. Ulrich in Königsbrunn und die Dreifaltigkeitskirche in Augsburg-Kriegshaber. Seine Kirchengebäude wurden meist im Stil der Neugotik ausgeführt. Treu entwarf auch Wohnhäuser und öffentliche Gebäude. Das Rathaus in Thannhausen erbaute er 1876 im Neorenaissance-Stil. Ein Gebäude in der Augsburger Fuggerstraße 12 beim Stadtmarkt, von Treu 1885 ursprünglich als repräsentatives Wohnhaus für einen Unternehmer errichtet, diente später über 100 Jahre lang als Domizil des Augsburger Stadtarchivs. Der Großteil von Treus Bauten stehen heute unter Denkmalschutz.  
Neben seiner planerischen Tätigkeit leistete Treu 33 Jahre lang Dienst für die Freiwillige Feuerwehr seiner Heimatstadt, die eine der frühesten Freiwilligen Feuerwehren in Deutschland und die erste in Bayern war. Von März 1857 bis zu seinem Rücktritt im April 1882 wirkte er 25 Jahre lang als deren Kommandant. Bei der Generalversammlung der freiwilligen Feuerwehren Augsburgs im Mai 1883 wurden seine großen Verdienste gewürdigt, und es wurde ihm besonderer Dank dafür ausgesprochen, dass er eine von ihm selbst verfasste Chronik der Freiwilligen Feuerwehr Augsburg an die Feuerwehrmänner verteilen ließ. Noch bis ins hohe Alter fungierte Treu danach (nachweislich bis 1914) als Kreisfeuerwehrvertreter von Schwaben und Neuburg.
Treu engagierte sich auch kommunalpolitisch und wurde 1866 zum „Gemeindebevollmächtigten“ ernannt. Zudem wurde er als „bürgerlicher Magistratsrat“ in den Augsburger Stadtrat berufen. Er gehörte sowohl dem Vorstand des Bürgervereins Augsburg als auch der Kirchenverwaltung seiner Pfarrgemeinde St. Georg an. Im Jahr 1873 war er Mitglied des Vorstands des „bürgerlichen Kranken-Unterstützungs-Vereins“. Bei der Reichstagswahl 1881 ließ sich Treu für die Liberalen als Kandidat für den Wahlkreis Augsburg aufstellen, unterlag jedoch dem Juristen Andreas Freytag.
Max Treu, der seine letzten Lebensjahre als „Rentier“ im Haus Karmelitengasse 161 verbrachte, starb am 3. September 1916 im Alter von 86 Jahren in seiner Heimatstadt. Seine Grabstätte auf dem Augsburger Westfriedhof ist erhalten. Hier ruhen auch seine Adoptivtochter, die Malerin Anta Rupflin, sowie deren Angehörige. Das repräsentative Grabdenkmal trägt ein großes Wappenmedaillon, dessen genaue Zuordnung nicht belegt ist. 
Im Stadtarchiv Augsburg befinden sich Unterlagen zum Tod von Max Treu, darunter Anzeigen, Zeitungsausschnitte, Berichte über sein Vermächtnis sowie einige Fotografien.

## Max und Antonie Treu’sche Stiftung
Nach dem letzten Willen Treus wurde im Jahr 1917 von seinem Testamentsvollstrecker in Augsburg die nach ihm selbst und seiner Ehefrau benannte Max und Antonie Treu’sche Stiftung errichtet. Treu hatte ein Stiftungskapital von 250.000 Mark hinterlassen, was für die damalige Zeit ein beträchtliches Vermögen darstellte. Zweck der Stiftung war die „Unterstützung von Armen der Stadt Augsburg unter Vorzug von armen kriegsinvaliden Soldaten und verarmten Kriegerswitwen“.

## Ehrungen

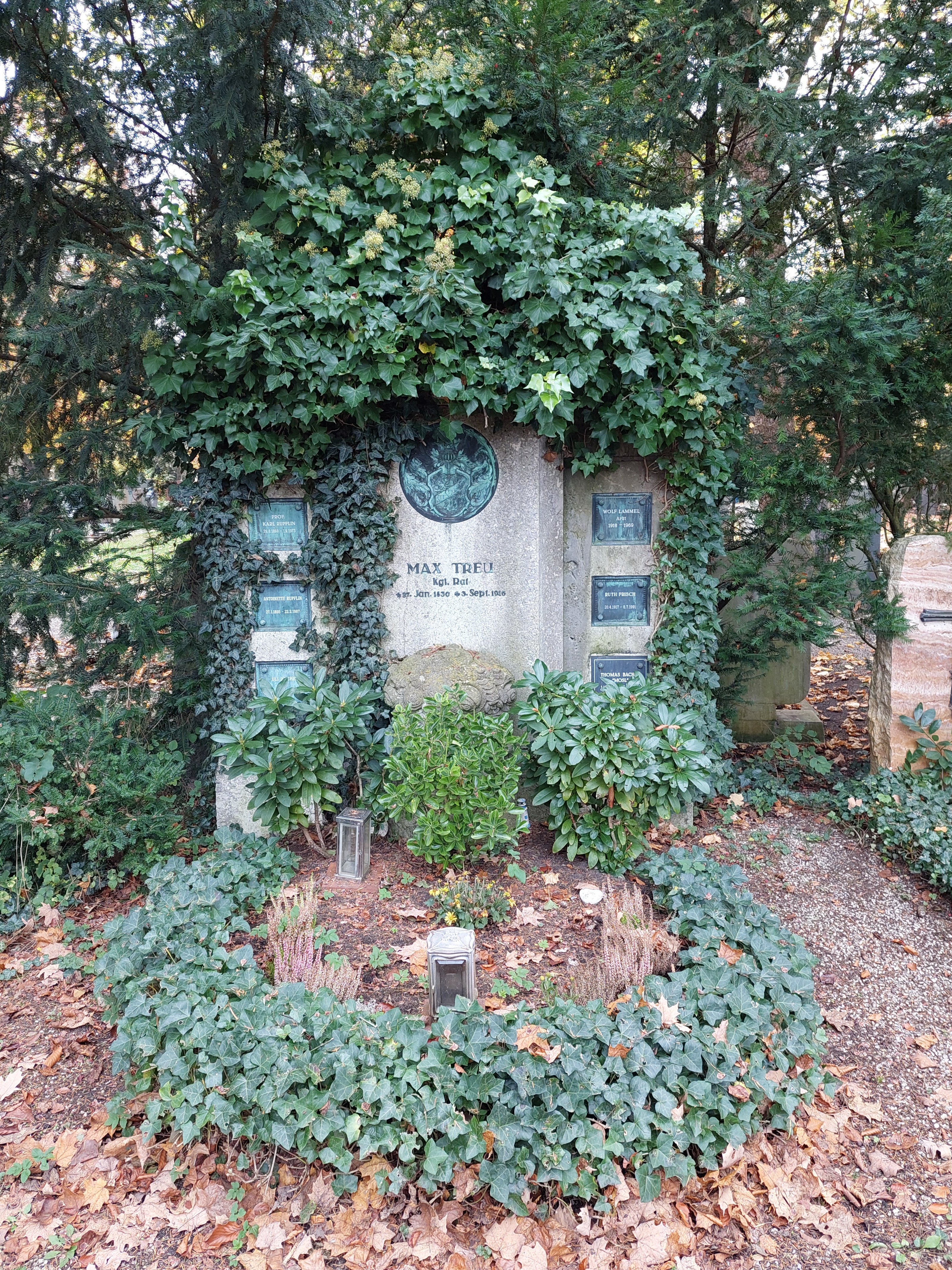
Die Familiengrabstätte von Max Treu auf dem Augsburger Westfriedhof

- 1864: Goldene Medaille des Civil-Verdienst-Ordens der Bayerischen Krone[16]
- 1872: Verdienstkreuz für die Jahre 1870/71[16]
- 1873: Preußische Kriegsgedenkmünze für Nichtkombattanten
- 1874: Ritterkreuz II. Klasse des Ordens vom Heiligen Michael[17]
- 1891: Verdienstorden vom Heiligen Michael III. Klasse[18]
- Benennung der Treustraße im Augsburger Stadtteil Pfersee-Süd[19][20]

## Werke (Auswahl)
Sakralbauten (katholische Pfarrkirchen)
- Heiligste Dreifaltigkeit in Augsburg-Kriegshaber (ab 1866)
- St. Ulrich in Königsbrunn
- St. Leonhard in Bibertal-Echlishausen (1865/1869)
- St. Anna in Reichau (Boos) (1868/1869)
- Heilig Kreuz in Straßberg (Bobingen) (1872/1873)
- Mariä Himmelfahrt in Schwabegg (1872)
- St. Joseph in Augsburg-Oberhausen (ab 1875)
- St. Michael in Ottmaring (Friedberg) (1877/1878)

Profanbauten
- Rathaus in Thannhausen
- Gebäude Fuggerstraße 12, Augsburg („Altes Stadtarchiv“)

Schriften
- Chronik der Freiwilligen Feuerwehr Augsburg. Von Max Treu. Mit Beilagen. K. B. Hofbuchdruckerei von Gebr. Reichel, Augsburg 1883 (Digitalisat (Volltext)).

## Bildergalerie

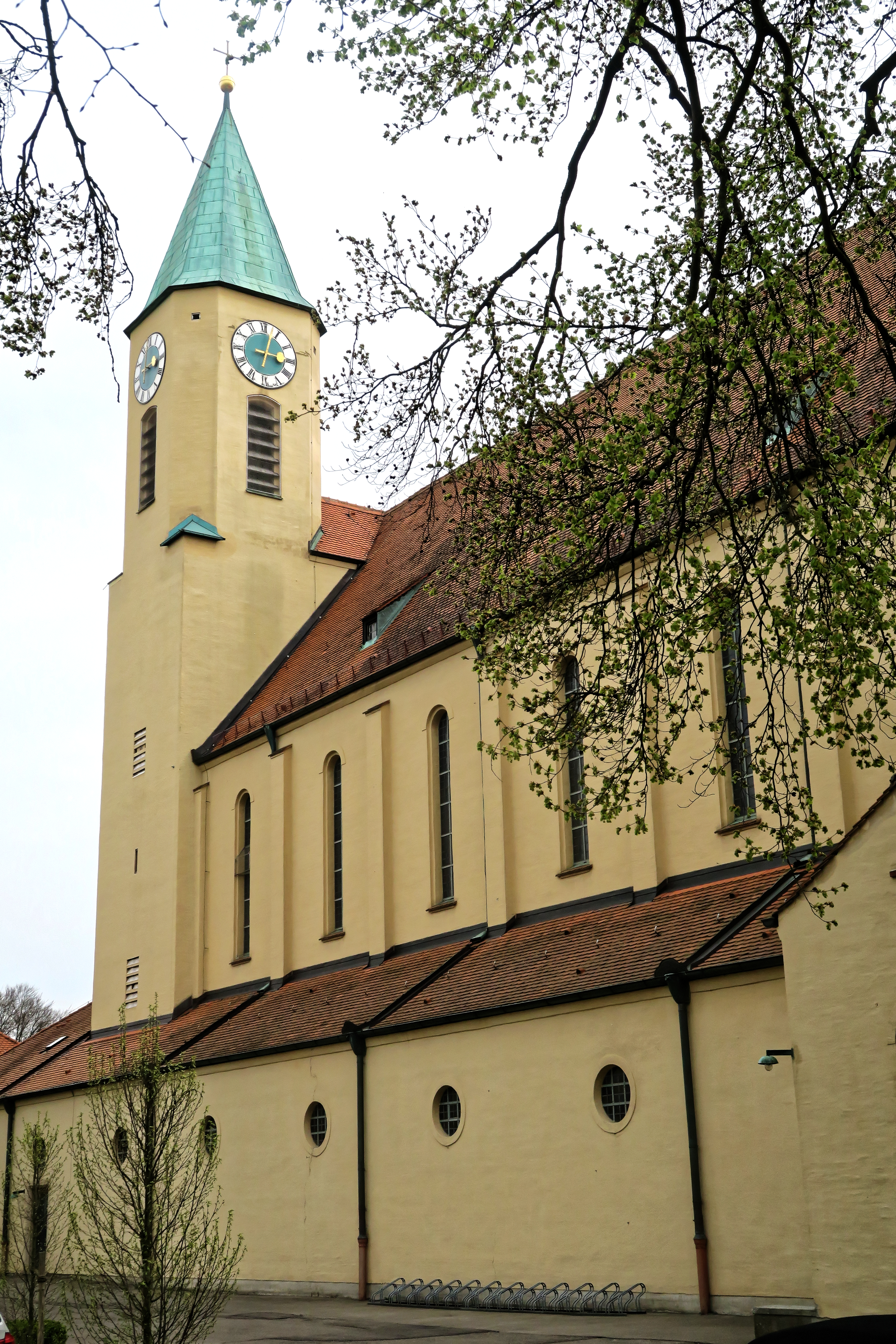
Dreifaltigkeitskirche in Augsburg-Kriegshaber
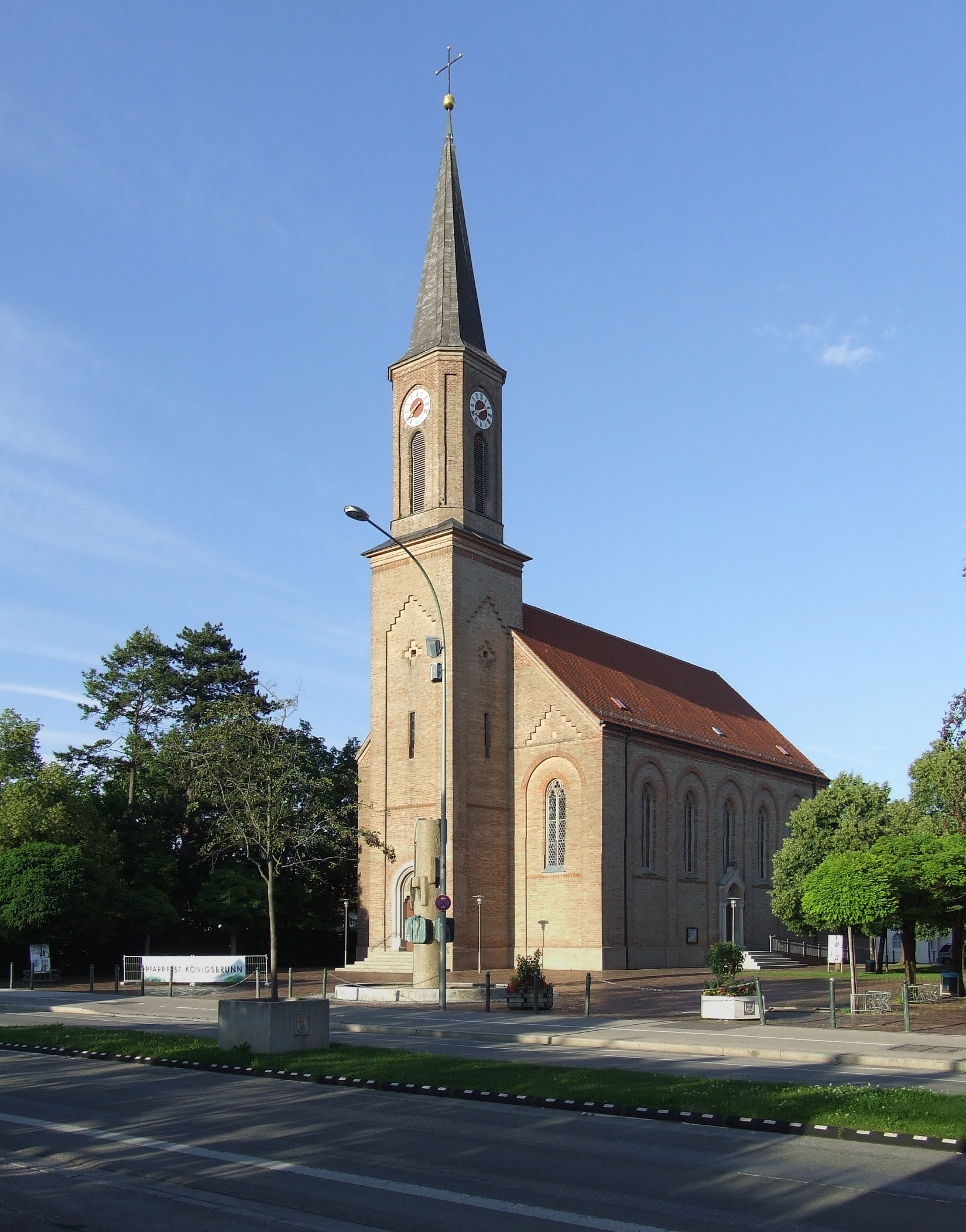
Kirche St. Ulrich in Königsbrunn
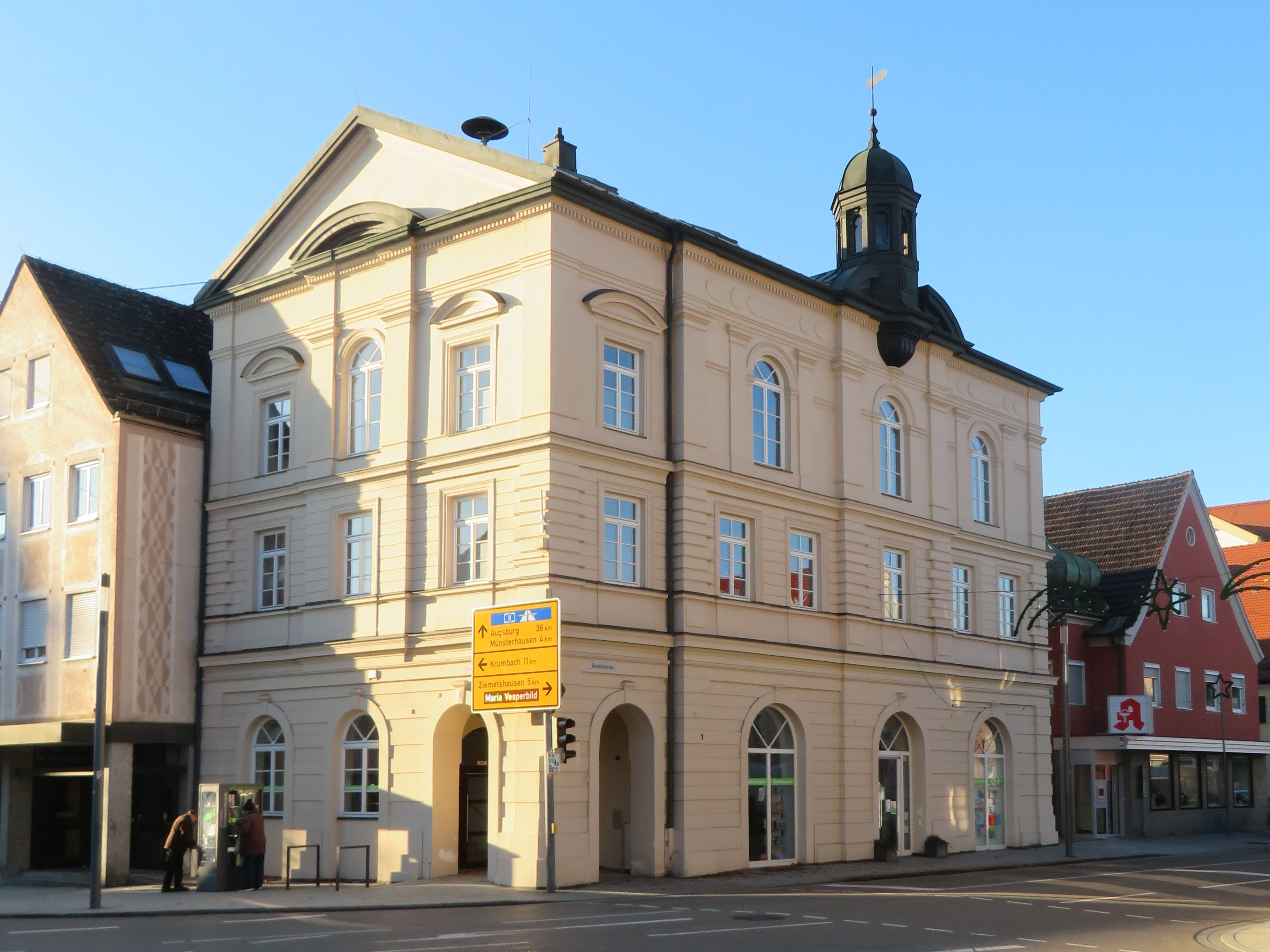
Altes Rathaus Thannhausen
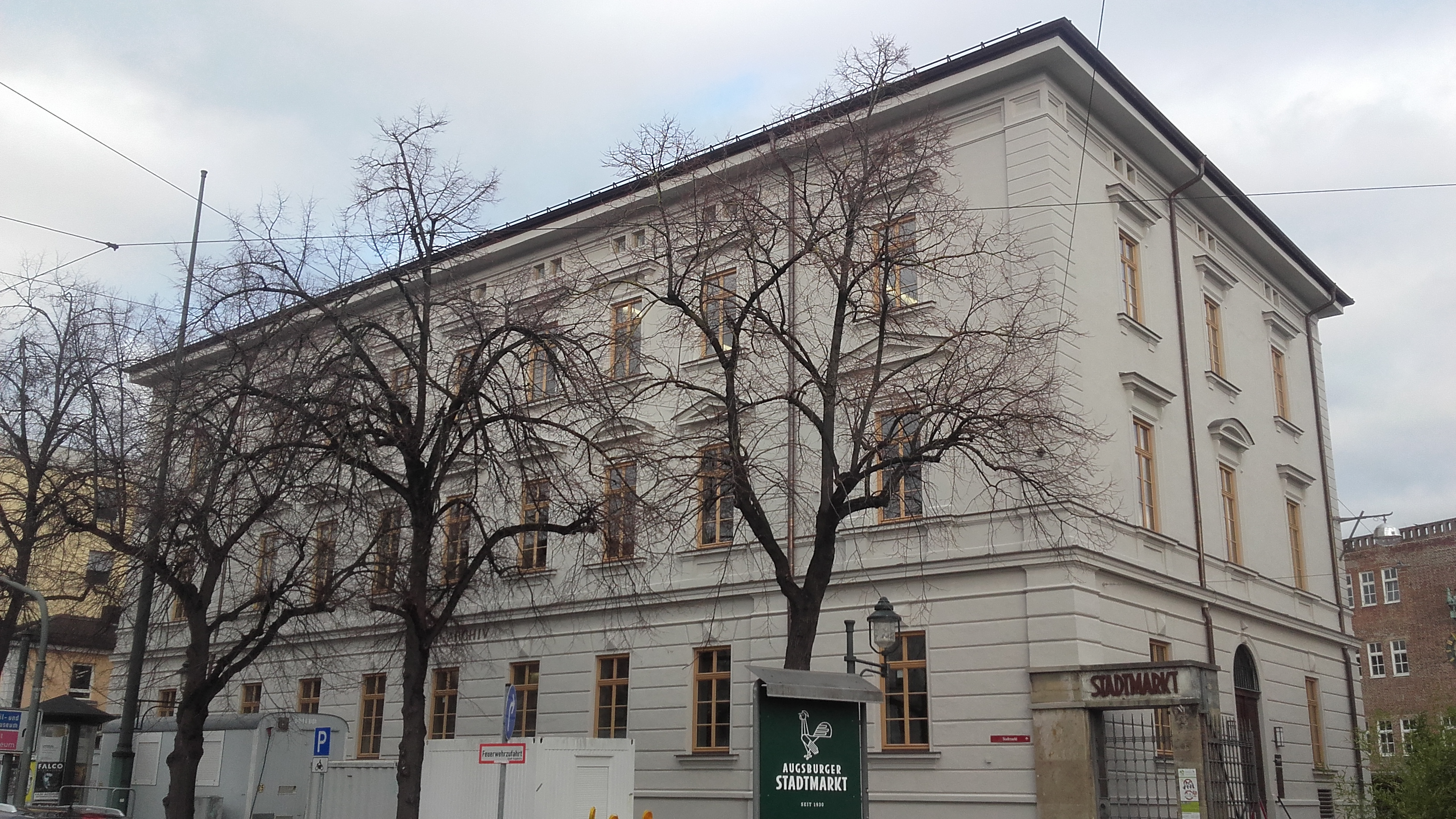
Gebäude Fuggerstraße 12 in Augsburg
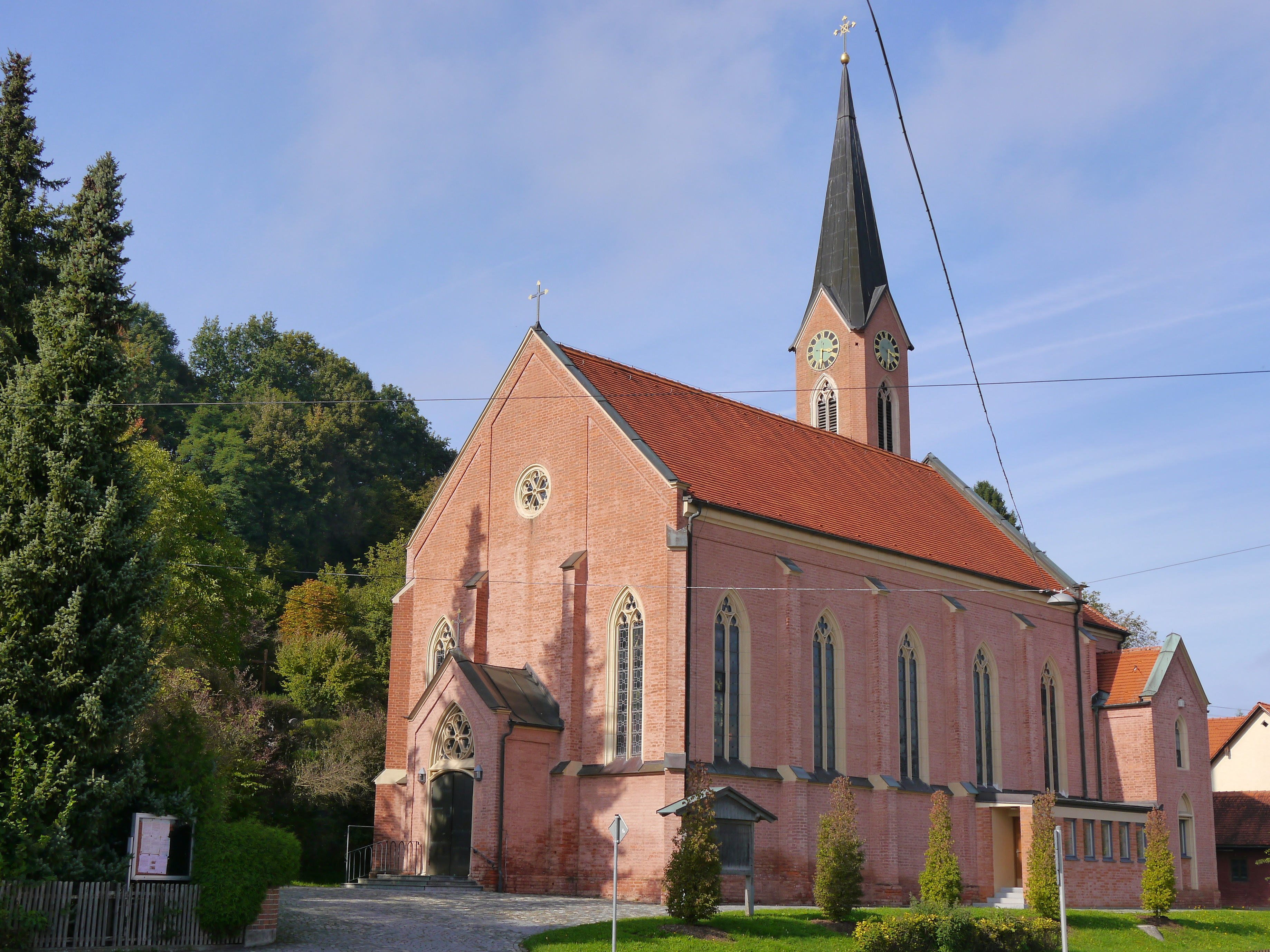
Kirche Mariae Himmelfahrt in Schwabegg
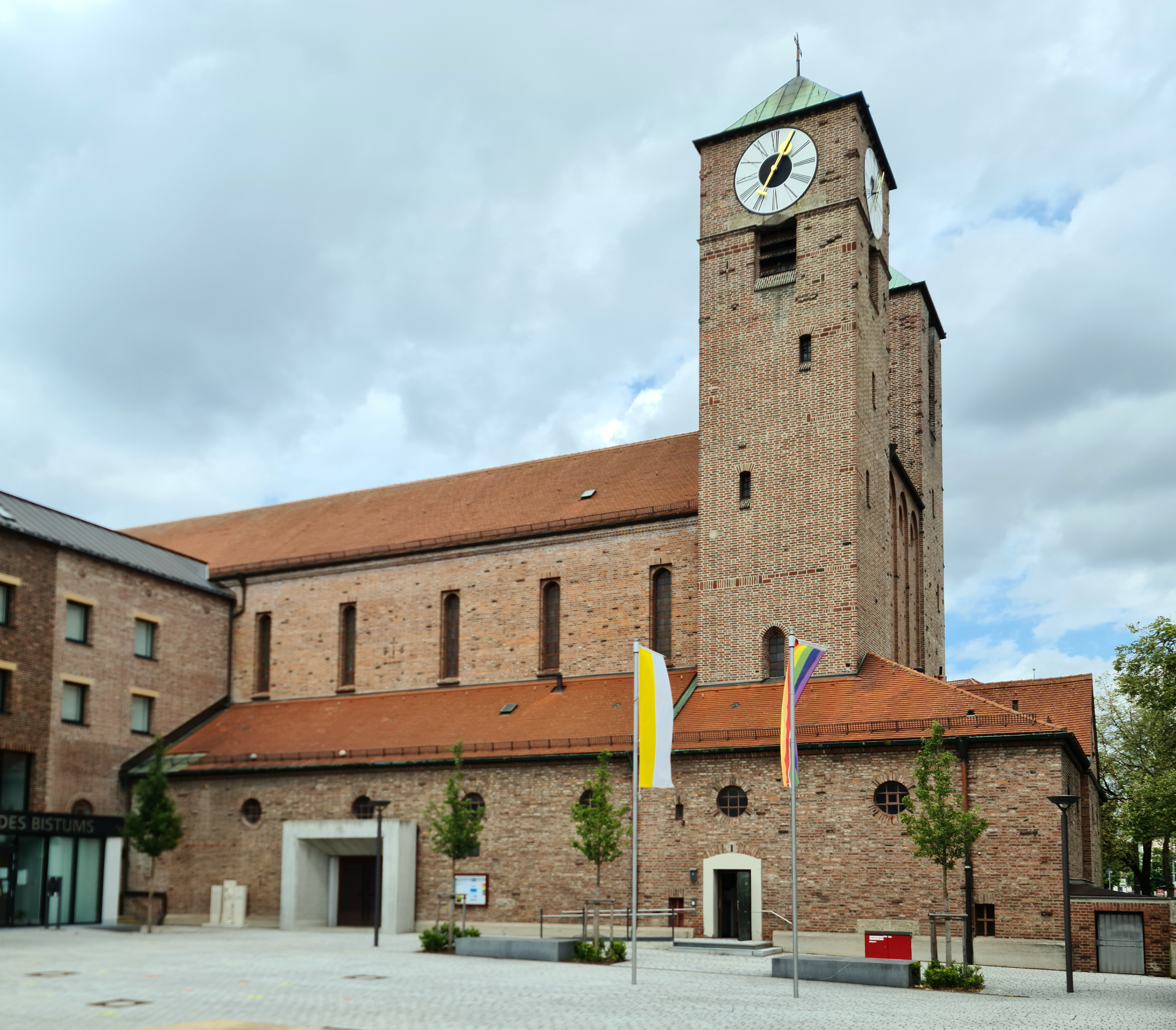
Kirche St. Joseph in Augsburg-Oberhausen
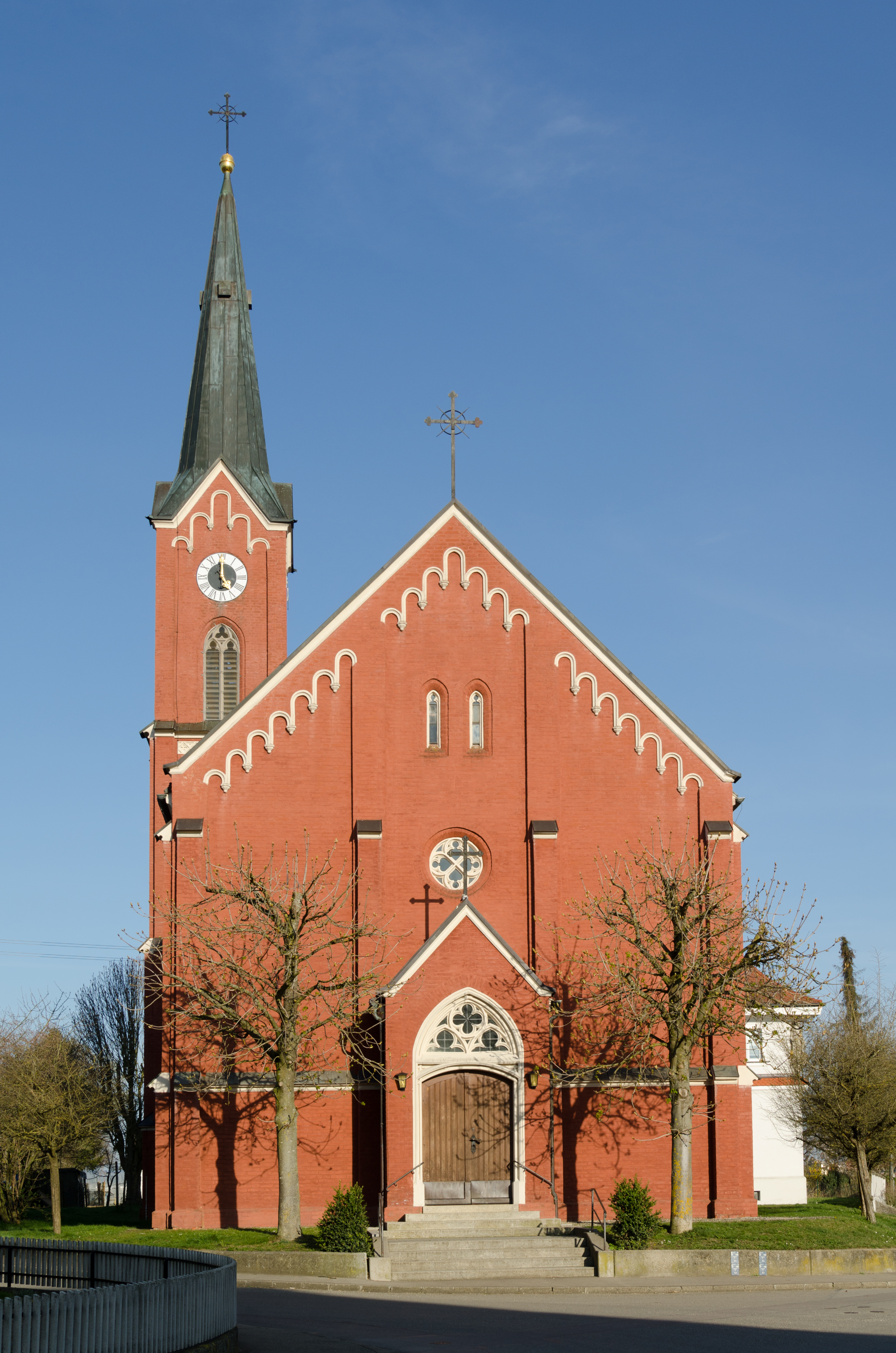
Kirche St. Leonhard, Bibertal-Echlishausen